# الذيبية (حفر الباطن)
الذيبية قرية سعودية تقع خارج حدود النطاق العمراني لمدينة حفر الباطن، بحوالي 30 كلم غربًا، وداخل حدود المحافظة شرق مدينة الملك خالد العسكرية بحوالي 16 كلم في وادي الباطن. تسكنها خليط من القبائل مصنفة من قبل مصلحة الإحصاءات العامة والمعلومات بأنها مدينة.

## النشأة
تعود نشأة قرية الذيبية أو كما كانت تسمى قديما بـ «ذنيب الذيب» لعام 1978م مع وضع حجر الأساس لمشروع قاعدة الملك خالد العسكريه وسبب تسميتها ب الذيبيه يرجع الفضل فيه بعد الله إلى صاحب السمو الملكي الأمير سلطان بن عبد العزيز رحمه الله عندما زار البلده في أواخر سنة 1415 هجري وعلى الرغم من وجود قرية الذيبيه في عمق وادي الرمة حيث خطورة الموقع إلا أنها نمت وكبرت مع مرور الوقت وأصبحت الآن مركزا بها إماره وشرطه ودفاع مدني ومراكز صحيه وبعض الخدمات الحيويه وساهم في بناؤها العسكر الذين توافدوا اليها من اجل العيش فيها لمجرد انها قريبه المدينة العسكريه

## السكان
تعداد السكان الأخير يبلغ أكثر من خمسه وعشرين ألف نسمة، وتعتبر التركيبة السكانية في المدينة متجانسة من حيث مستوى الدخل والعادات والتقاليد.

## طبيعة المباني والشوارع
تقع المدينة في وادي الباطن محاطة بالمزارع القديمة، تتنوع الاستعمالات داخل المدينة إلا أن الاستعمال السكني هو السمة الغالبة والتجاريه ايضاً بالمقدمة حيث انها استثماريه ولها قبول كثير عند التجار من بناء عماير سكنيه موزعه على شقق تصل إلى خمسة ادوار ومحلات تجاريه على الشوارع الرئيسية. اغلب المباني مؤجره وتحوي على عمائر شقق سكنيه يتراوح الإيجار فيها من 1200 إلى 1800 والبعض أكثر على حسب المسكن. تتوفر بها شقق مفروشه وفنادق ومحلات مختلفة. الشوارع مشجره ومزفلته ومناره ومرتبه، الا بعض الاحياء القديمة.

## المرافق
- الكهرباء : هناك محطة كهرباء مستقلة وجديدة وممتازة منذ نشأتها لم يعاني السكان من ضغط أو انقطاع.
- الخدمات العامة : هناك 6 أجهزة صراف آلية بالإضافة إلى العديد من مطاعم الوجبات الشعبية والسريعة والعديد من محال التموينات التجارية ومحال بيع الملابس خياطة - جاهزة، أيضًا يوجد بها مايقارب 4 حدائق عامة.
- الاتصالات : يتوفر بها مكتب شركة زين للاتصالات والعديد من الابراج والشبكات الأخرى والخدمات مثل الدي اس ال.
- شبكات المياه : يوجد أكثر من خزان ومحطة تحلية.
- مركز صحي : قسمين لـ الرجال والنساء ويشمل عيادة اسنان
- مستوصف خاص أهلي : يشمل طبيب عام وطبيب أطفال واسنان ونساء وولاده واخصائيين متنوعين
- الخدمات الدينية : تحوي المدينة 6 جوامع بالإضافة إلى مايقارب 25 مسجداً محلياً فقط.
- الدفاع المدني : حيث بدأ بمباشرة أعماله في آخر سنه من العام الحالي.
- مخفر الشرطة : وبه العديد من رجال الأمن ومجهز تجهيز كامل.
- قسم للمرور : بدأ هذا العام بمباشرة عمله في نفس مبنى الشرطة.
- بلدية : تقع على نهاية الجانب الأيمن من شارع الستين.
- مدارس البنين : 3 مدارس ابتدائي بالإضافة إلى مدرسة متوسطة حكومية واحدة وثانوية عامة واحدة حكومية بينما يوجد مدرسة أهليه للمرحلة الابتدائية ومبنى آخر اهلي يجمع بين كل من المرحلتين المتوسطة والثانوية.
- مدارس البنات : أكثر من 5 مدارس حكوميه متنوعه بين ابتدائي ومتوسط وثانوي بالاضافه إلى أهليه للبنات تجمع كل الأقسام.
- دور تحفيظ القران : يوجد بالمركز دار تحفيظ للنساء ومحو أمية.